# Podul Transilvania din Satu Mare

Vedere panoramică Podului Transilvania din Satu Mare - văzută de pe malul stâng al Someșului

Podul Transilvania din Satu Mare este cel mai lung pod hobanat din România, fiind un pod rutier, pietonal și velo, peste Someș, care face legătura între bulevardul Independenței - cartierul Micro 17 de pe malul stâng și bulevardul Henri Coandă de pe malul drept. Podul este cel mai mare proiect de infrastructură al municipiului Satu Mare din ultimii 40 de ani. Construcția a fost dată în folosință în 30 mai 2025.

## Istoric
La sfârșitul anului 2016 a fost licitat proiectul tehnic, care a fost câștigat de compania NV Construct Cluj. 
Proiectarea podului hobanat a fost făcută de subcontractantul INTEGRATED ROAD SOLUTIONS.
În decembrie 2017 a fost semnat contractul de co-finantare cu Ministerul Dezvoltării Regionale, Administrației Publice și Fondurilor Europene pe PNDL2
În 2017 au fost realizate și plătite exproprierile
În 2019 a fost lansată licitația pentru execuție, care a fost adjudecată de compania Strabag. Lucrările pentru construirea celui de-al treilea pod, peste râul Someș, din municipiul Satu Mare, au început în anul 2020.

## Caracteristici
Conform raportului de specialitate, structura celui de-al treilea pod este susținută de doi piloni, prin intermediul unor hobane din oțel special, dispuse simetric în sistem semiharpă. Ansamblul hobanat, care susține podul, are o greutate de 216 tone și este compus din 56 de hobane. Cablurile vor susține o greutate de 12.000 de tone. Operațiune de tensionare a hobanelor la podul peste râul Someș, este o lucrare spectaculoasă care necesită multă precizie și poate fi făcută doar de puțini specialiști. Operațiunea este realizată de compania germană DYWIDAG, lideri mondiali în domeniu. La finalizare, podul de la Satu Mare va fi, ca și deschidere, al doilea pod hobanat din România.
De asemenea, se mai prevede amenajarea a patru benzi de circulație, cu câte două benzi pe sens, două trotuare prevăzute cu parapet pietonal și o pistă pentru bicicliști. Pentru accesul de pe diguri pe trotuarele podului se prevăd patru scări, câte două scări pe fiecare dig, iar pentru siguranța circulației pietonale se vor amplasa parapete metalice de protecție pe rampe, viaducte și pod precum și pe scările de acces de pe diguri. Podul peste râul Someș - amplasament str. Ștrandului este o investiție istorică pentru Satu Mare, iar constructorul austriac Strabag mobilizează resurse importante pentru ca termenul de finalizare să fie respectat.

## Galerie foto

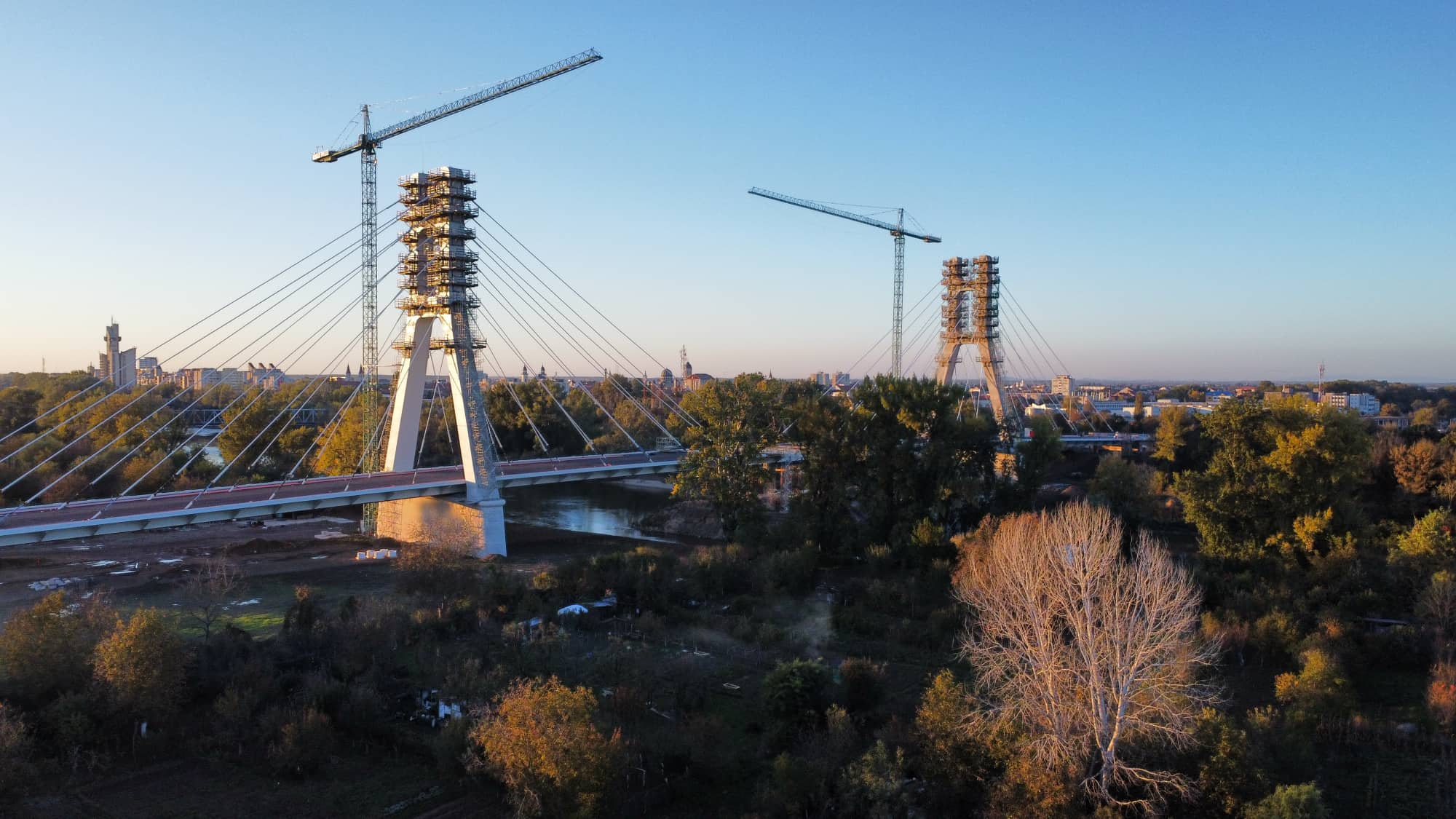
Podul Transilvania din Satu Mare - vedere dinspre cartierul Micro 17
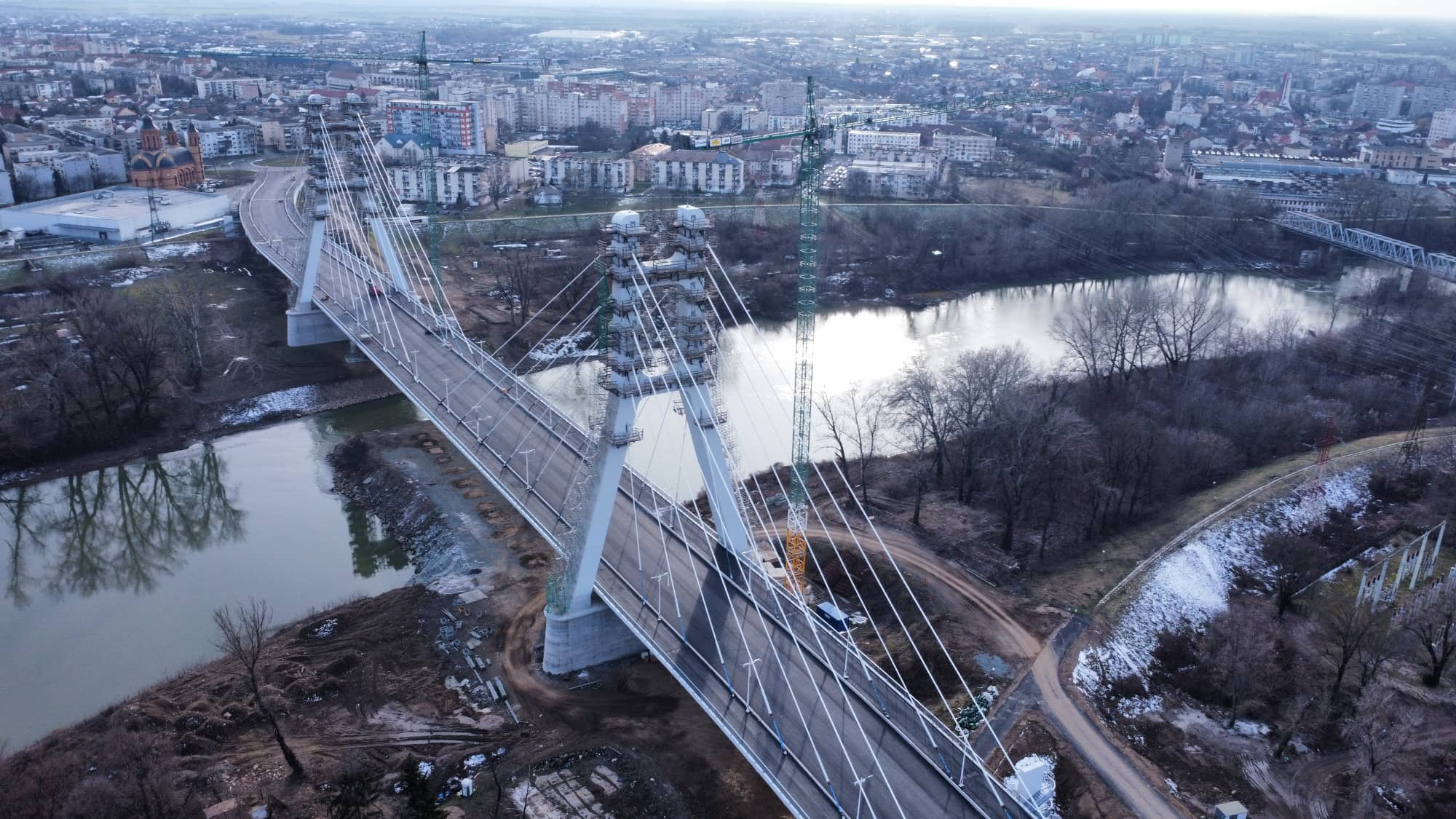
Podul Transilvania din Satu Mare - vedere dinspre strada Ștrandului
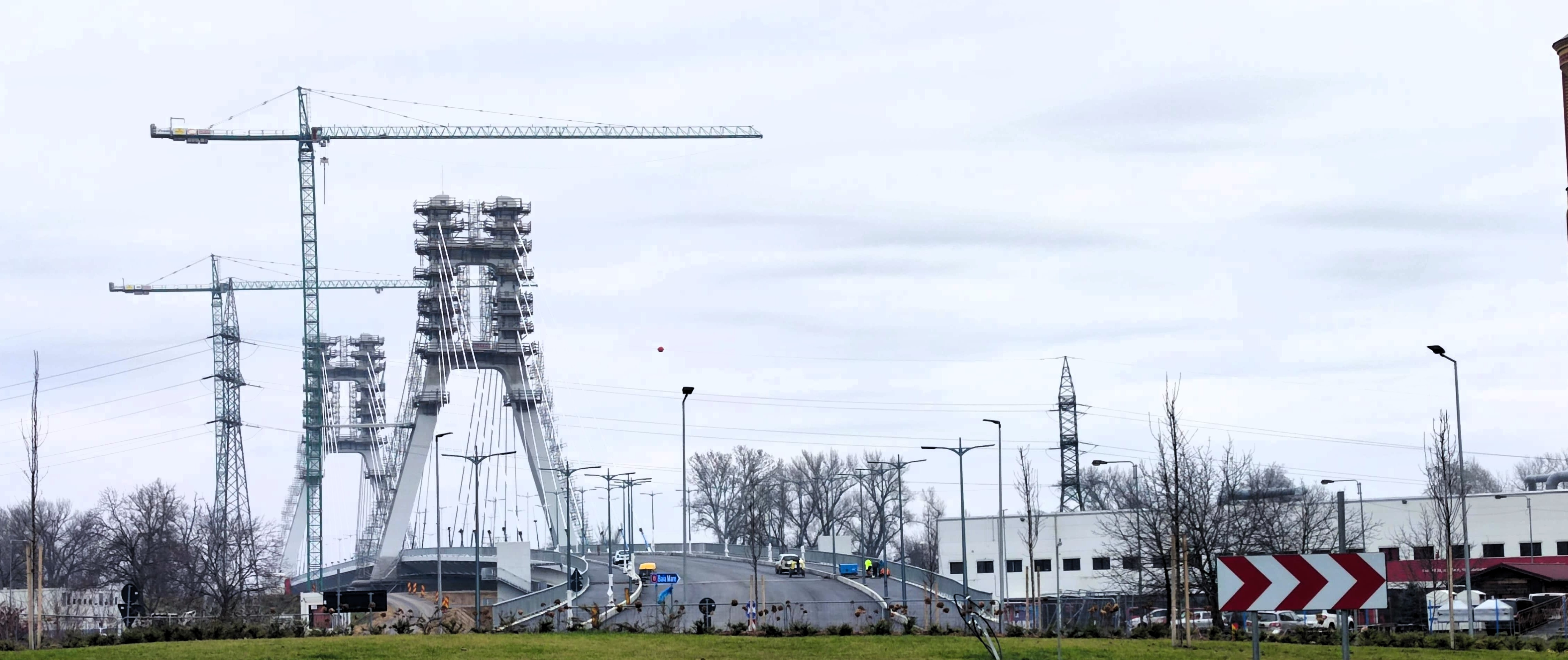
Podul Transilvania din Satu Mare - vedere dinspre sensul giratoriu de pe bulevardul Independenței
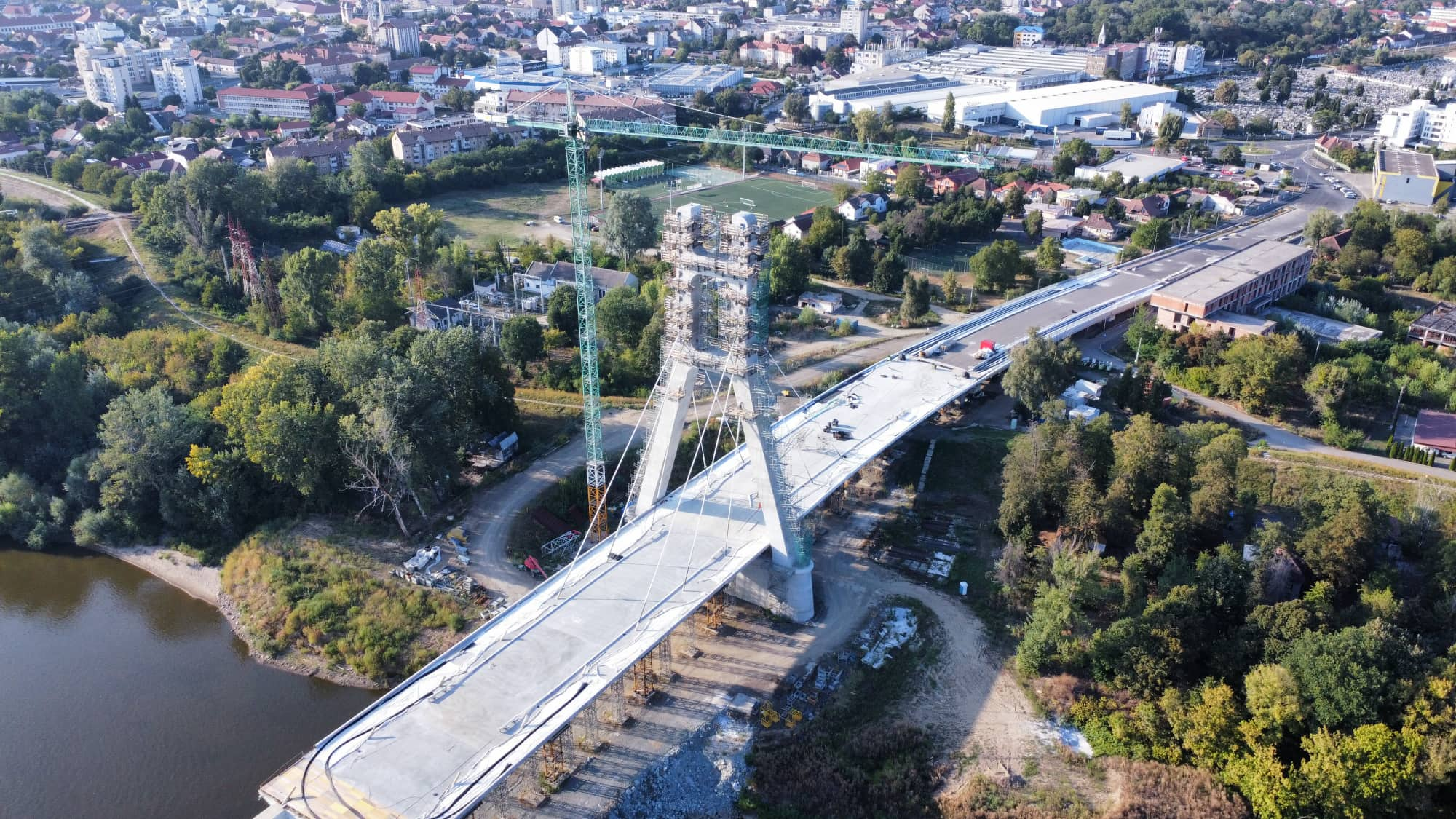
Podul Transilvania din Satu Mare - dinspre strada Ștrandului
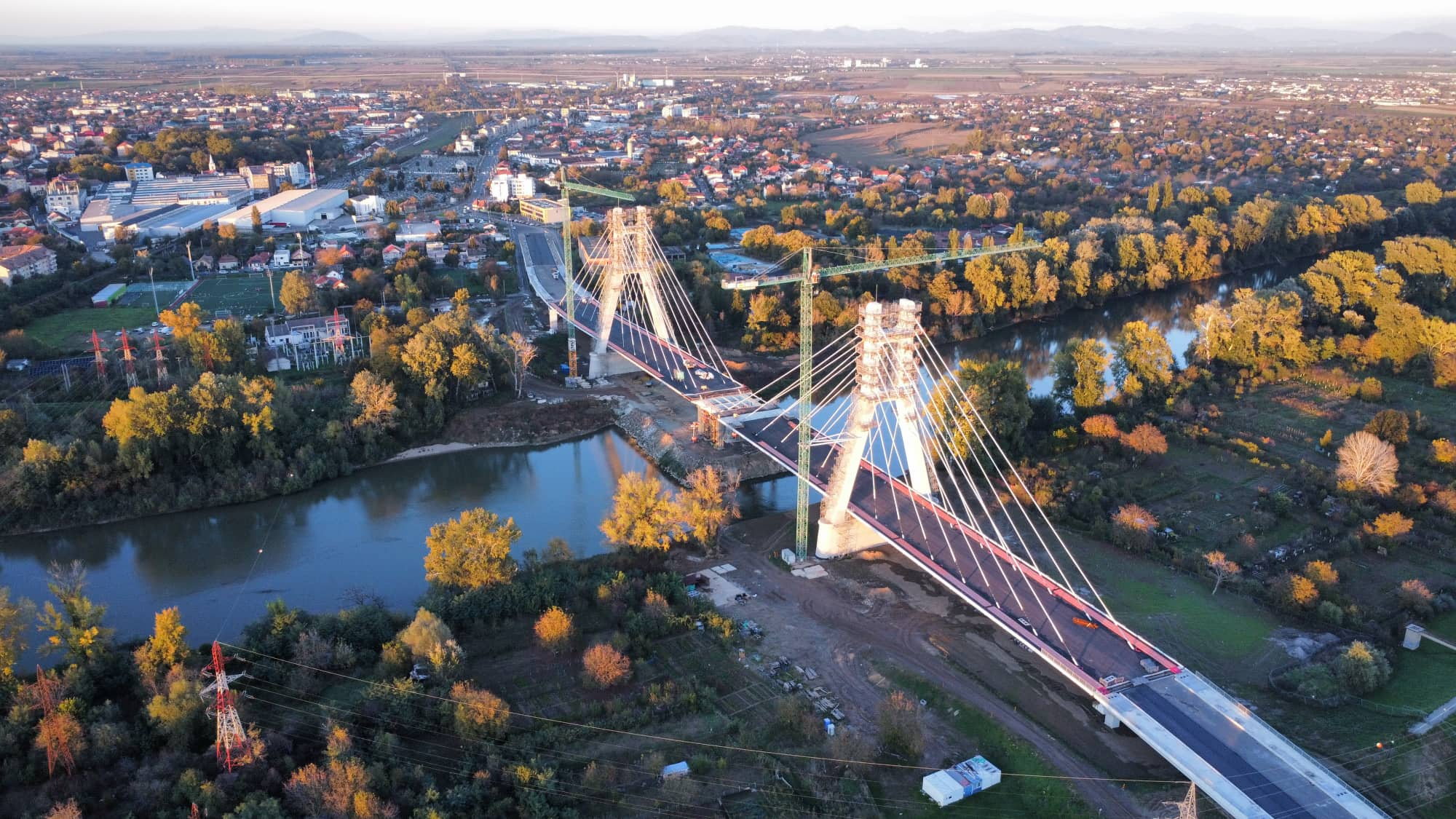
Podul Transilvania din Satu Mare - dinspre cartierul Micro 17
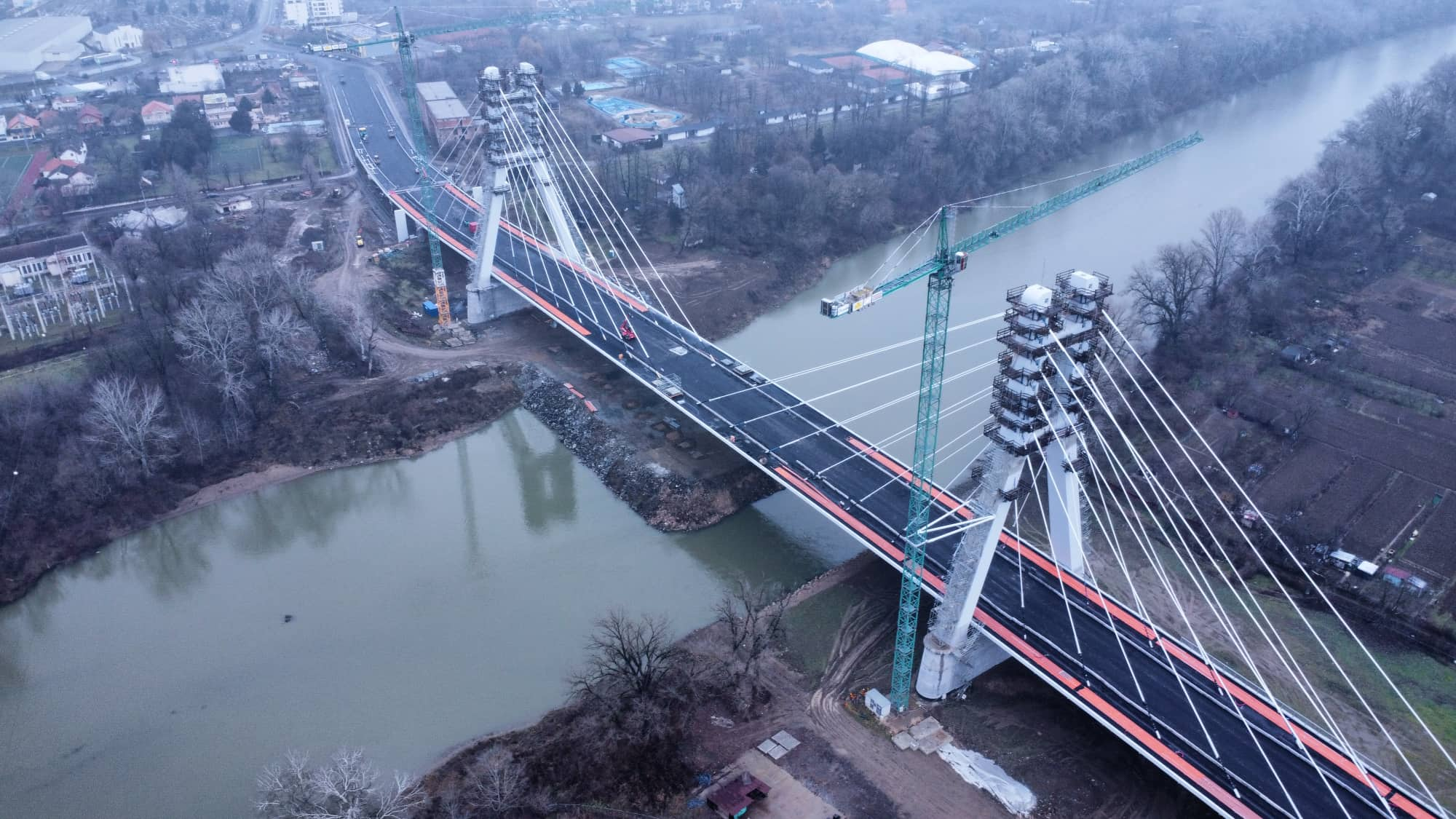
Podul Transilvania din Satu Mare - vedere aeriană
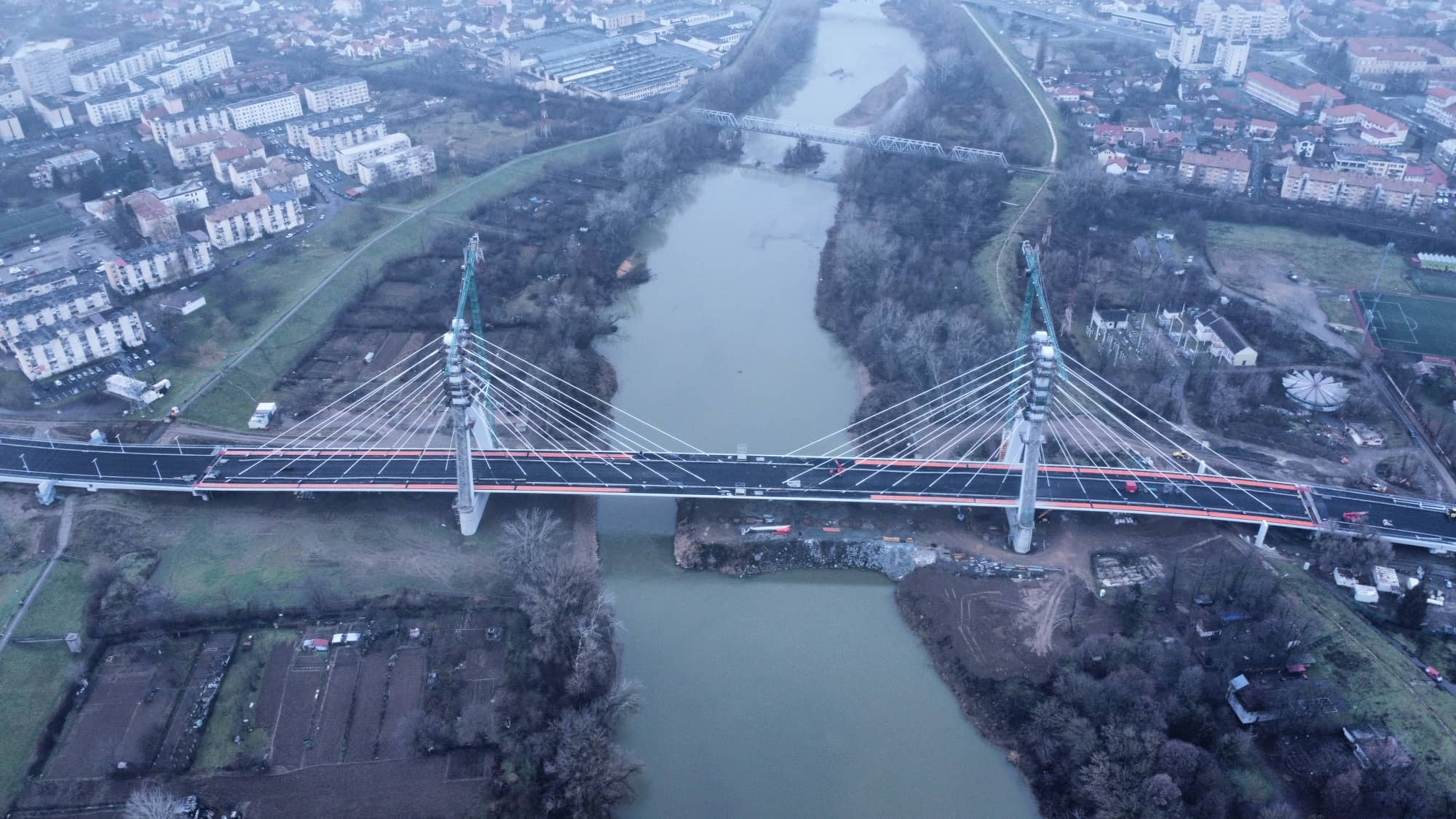
Podul Transilvania din Satu Mare - vedere de ansamblu aerian
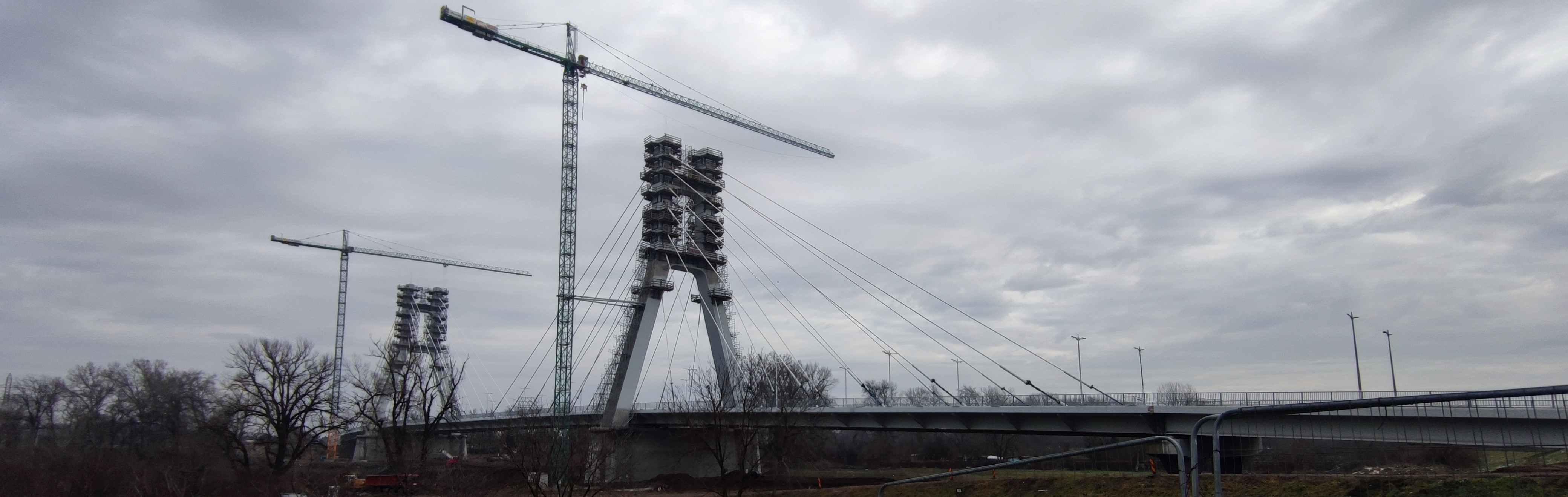
Podul Transilvania fotografie făcută de pe dig - malul stâng al Someșului